# Opuncja figowa
Opuncja figowa (Opuntia ficus-indica) – gatunek opuncji pochodzący z Meksyku, lecz uprawiany również w wielu innych krajach o ciepłym klimacie, także w południowej Europie. Łatwo przystosowuje się do różnych warunków glebowych. Aztekowie uważali ją za roślinę świętą i wykorzystywali do różnych celów. Pierwsze owoce, dotarły do Europy prawdopodobnie już pod koniec XV w. po powrocie wyprawy Krzysztofa Kolumba. Stąd używana do tej pory nazwa ficus indica (figa indyjska).

## Nazewnictwo
Gatunek o licznych synonimach nazwy naukowej: Cactus decumanus Willd., Cactus ficus-indica L., Opuntia amyclaea Ten., Opuntia cordobensis Speg., Opuntia decumana (Willd.) Haw., Opuntia ficus-indica var. gymnocarpa (F. A. C. Weber) Speg., Opuntia gymnocarpa F. A. C. Weber, Opuntia hispanica Griffiths, Opuntia maxima Mill., Opuntia megacantha Salm-Dyck, Opuntia paraguayensis K. Schum.

## Morfologia

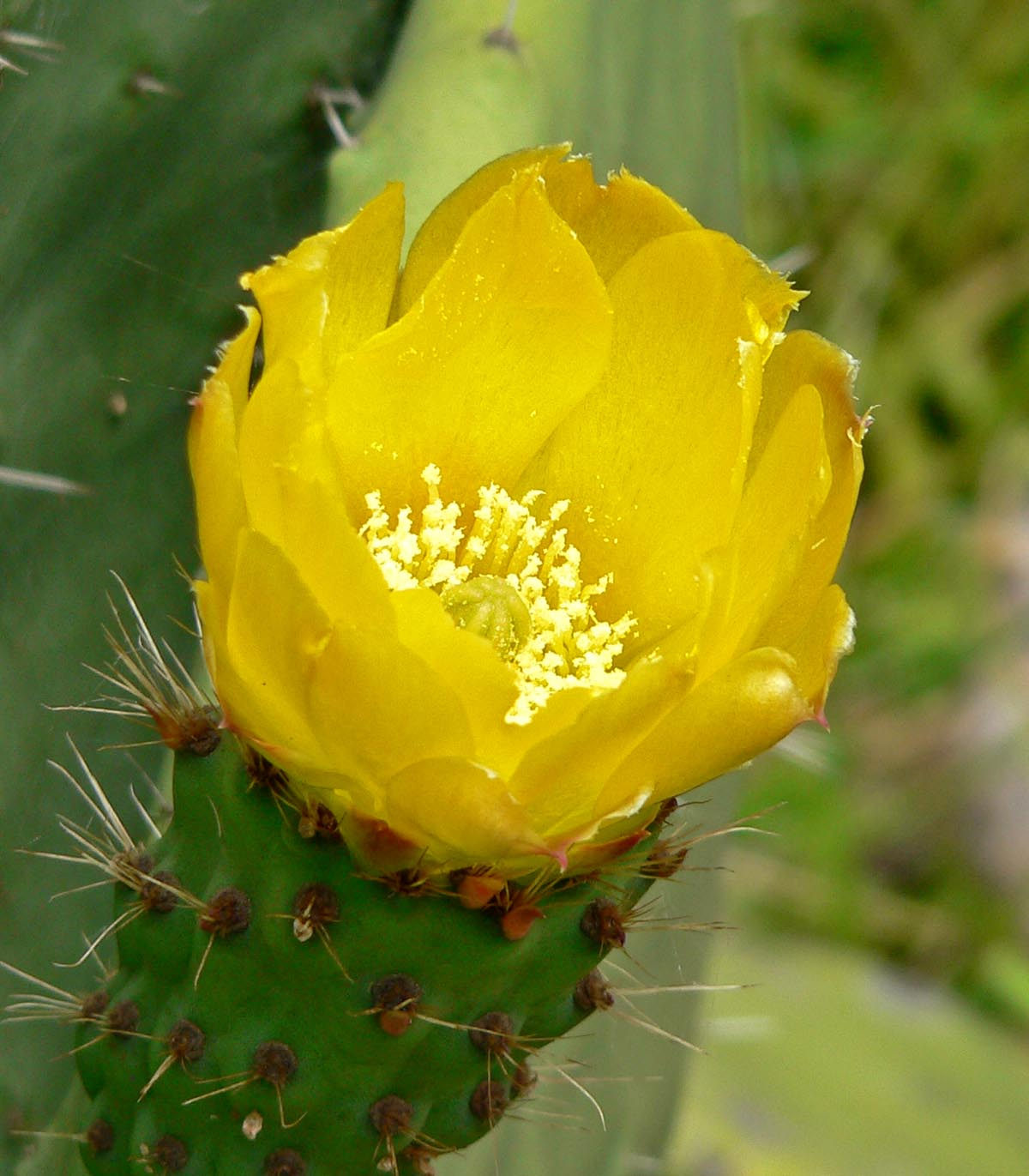
Kwiat

PokrójSukulent osiągający wysokość nawet do 5 metrów. Pokryta woskowatą skórką, i kolcami o długości 1–2 cm, stanowiącymi ochronę przed nadmiernym parowaniem i zwierzętami.
KwiatyPojawiają się u roślin powyżej 1 roku, na częściach bardziej wystawionych na działanie słońca.
OwoceŻółte poprzez pomarańczowe do czerwonych, z wieloma nasionami, pokryte drobnymi wypustkami. Pierwsze owoce są okrągłe, późniejsze bardziej wydłużone.

## Zastosowanie

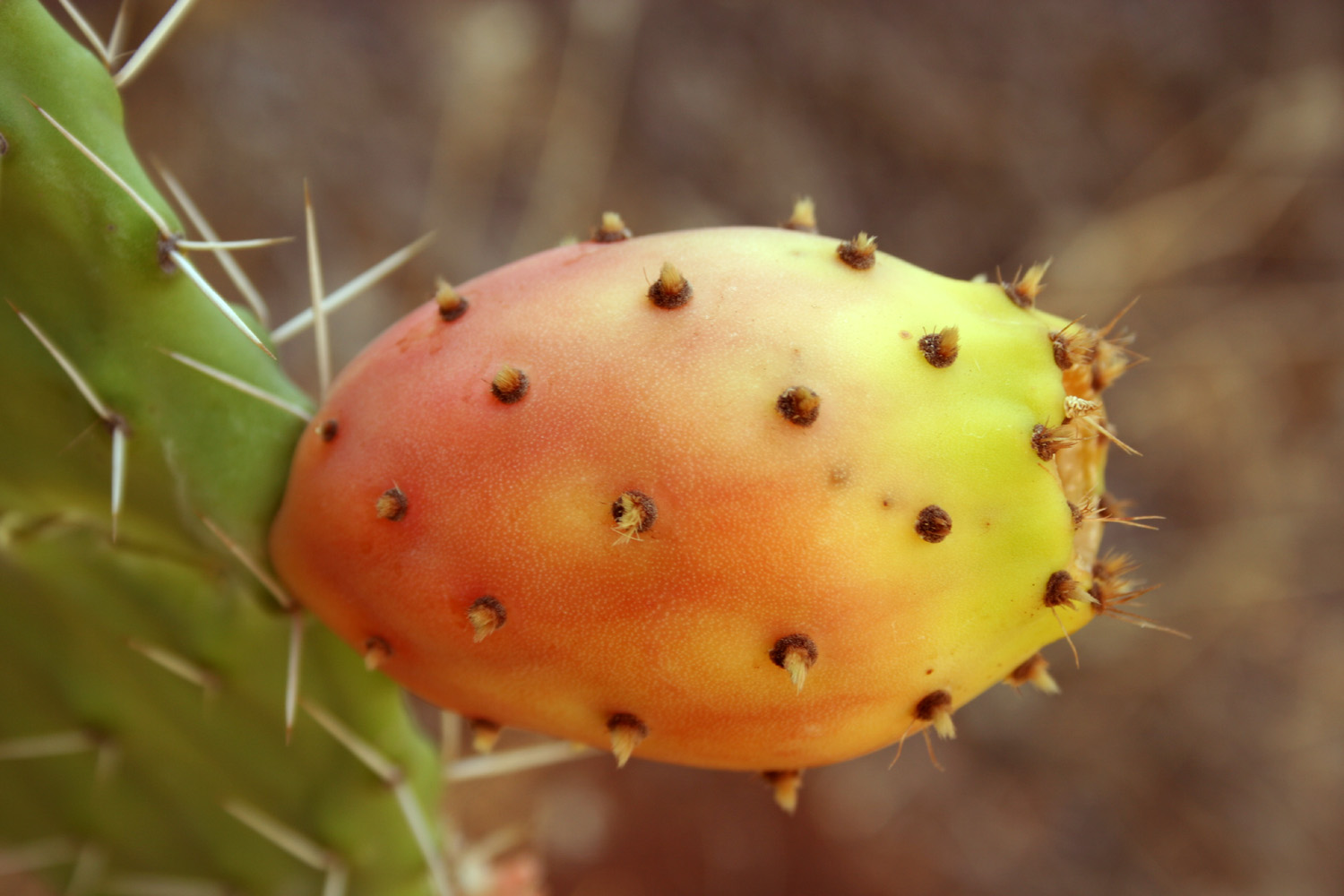
Owoc

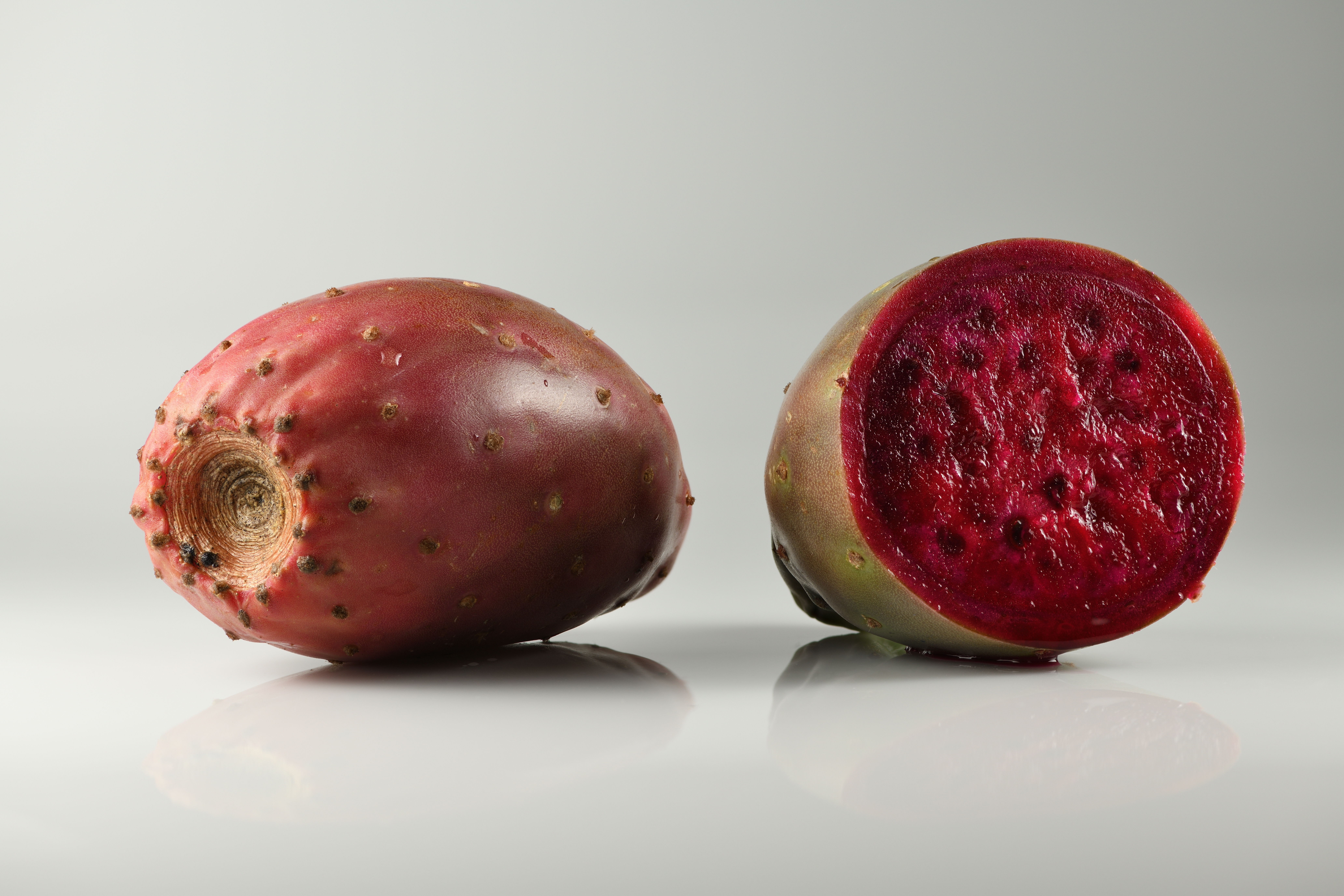
Owoce

- Owoce słodkie i soczyste spożywane są na surowo, zawierają wiele składników, zwłaszcza wapń, fosfor i witaminę C.
- Do produkcji soków, przetworów, galaretek, itp.
- Młode części rośliny mają zastosowanie medyczne, stosowane w medycynie ludowej do okładów.
- W Meksyku z pasożytujących na opuncji Dactylopius coccus otrzymuje się ceniony karminowy barwnik[5].
- Wykorzystuje się do produkcji kremów nawilżających, mydeł i innych kosmetyków.
- Do produkcji środków klejących i papieru.

## Uprawa

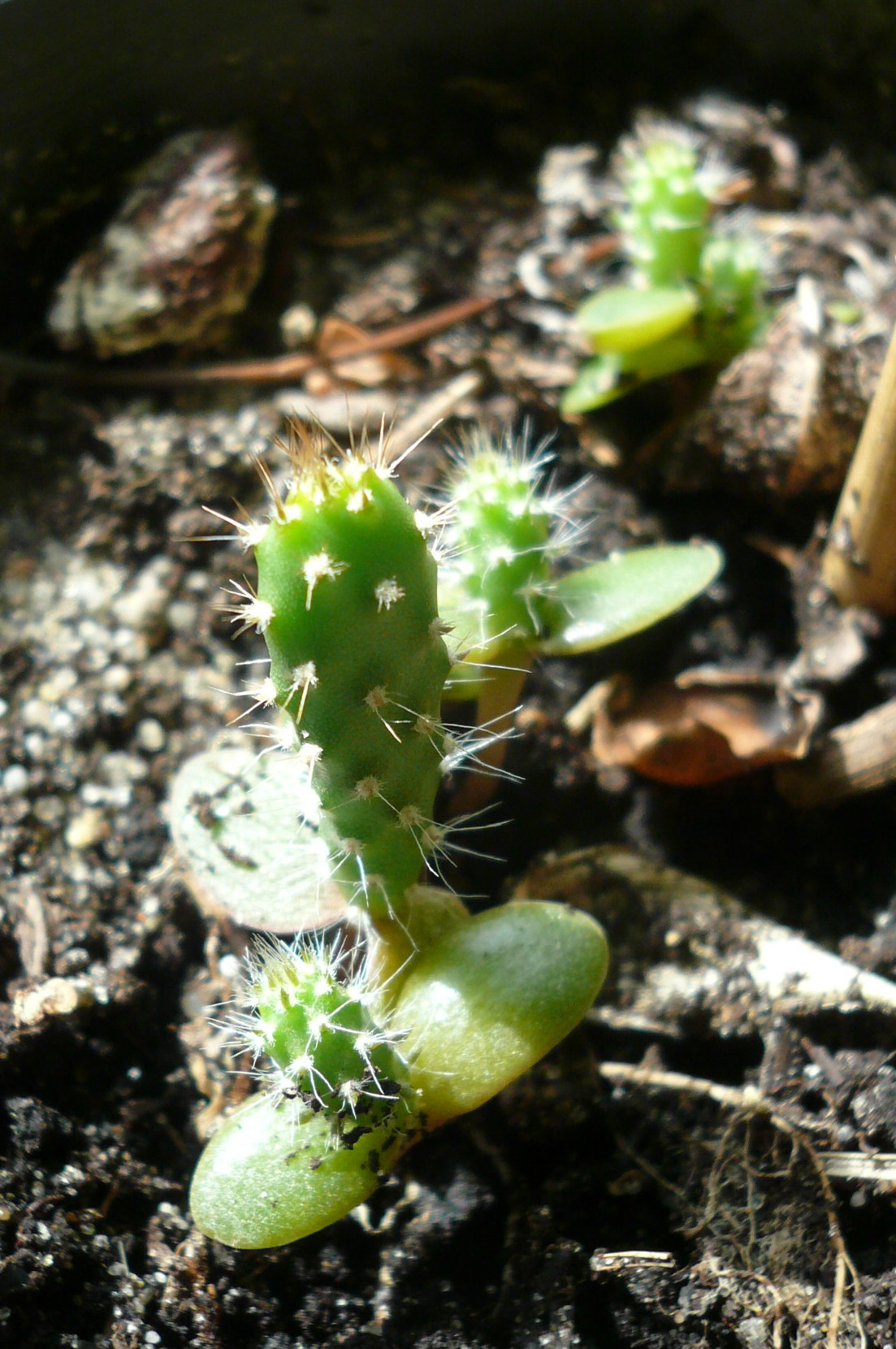
Siewki

Opuncję można uprawiać jako roślinę doniczkową. Podłoże powinno być piaszczyste i lekkie. Opuncje podlewa się niewielkimi ilościami wody tylko po całkowitym przeschnięciu podłoża. Nawożenie (nawozem dla kaktusów) powinno odbywać się raz w miesiącu. Opuncja rozmnażana jest poprzez ukorzenianie pojedynczych pędów (sadzonki wierzchołkowe) oraz za pomocą nasion z dobrze wysuszonych owoców opuncji.